# Bertil Mark

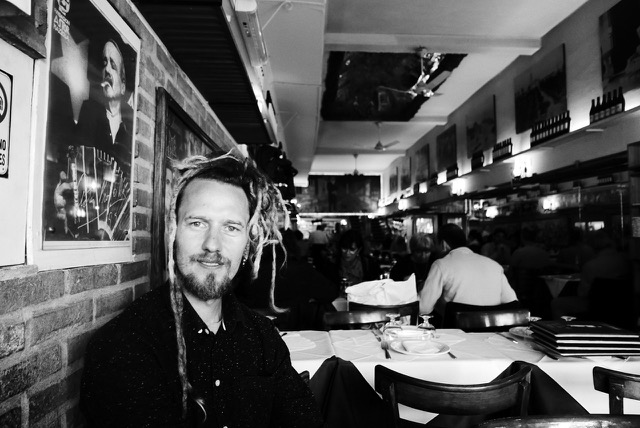
Bertil Mark, 2016

Bertil Mark (* 8. September 1976 in Mainz) ist ein deutscher Licht- und Bühnendesigner, Schlagzeuger, Percussionist und Musikproduzent. Bekannt geworden ist er durch Show- und Lichtdesigns und seine Zusammenarbeit mit vielen bekannten, überwiegend deutschen Künstlern.

## Leben
Mark brachte sich als Jugendlicher selbst das Schlagzeugspielen bei. Ab 1996 spielte er in der Band Fritten + Bier. Der Bandleader Nils Bokelberg machte ihn mit seiner Kölner Künstler-WG bekannt, zu deren Bewohnern auch Thomas D gehörte. Im Jahr 1999 beschloss die WG den Umzug in einen ehemaligen Pferdehof in der Nähe von Daun, den M.A.R.S. („Moderne Anstalt Rigoroser Spakker“), auf dem Mark bis heute lebt. Im dortigen Tonstudio führte er erste Klangexperimente durch und legte damit den Grundstein für den Beginn seiner Karriere als Musikproduzent.

## Künstlerische Tätigkeiten

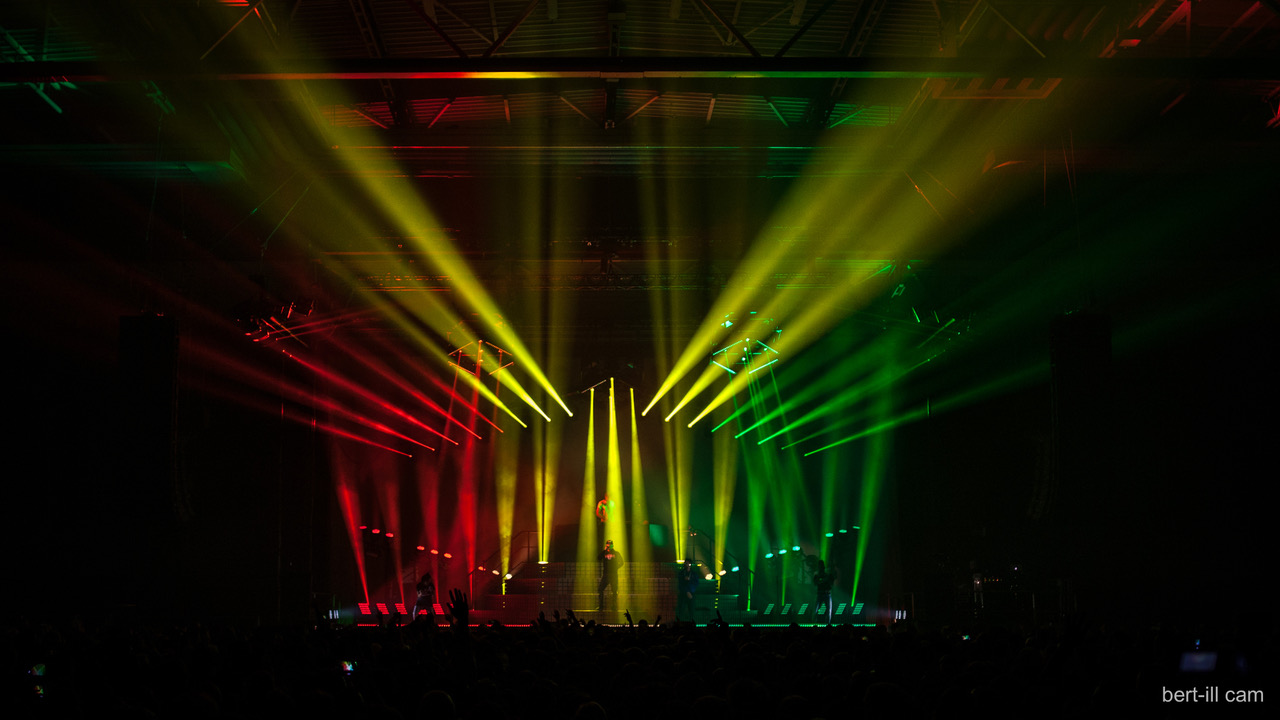
Lichtdesign bei einem Auftritt der Beginner in Mannheim im November 2016

Anfangs noch als Aushilfe bei verschiedenen Newcomer-Bands tätig, wurden Bands wie die Sportfreunde Stiller auf Mark aufmerksam. Heute gehört er zu den festen Größen in den Bereichen Lichttechnik und Design und begleitete u. a. Tourneen von Melody Gardot, Selig, Bonaparte. Im Jahr 2012 erhielt er in der Kategorie Lichtdesign für die Tournee „Letzte leise Reise“ der Sportfreunde Stiller den Opus Award – den Deutschen Bühnenpreis, der jährlich „für herausragende Leistungen auf den Gebieten Theater- und Bühnenproduktion, Live Events sowie Open-Air-Veranstaltungen“ verliehen wird.
Weiterhin ist er als Schlagzeuger und Percussionist aktiv. Er spielte mit Gentleman, Thomas D, Son Goku, Discostress, Warren Suicide, Be, Fruit, Mc Rene und Arj Snoek. Ebenso ist er an DVD- und Fernsehproduktionen beteiligt, z. B. bei Unheilig oder bei den Aufnahmen der Sportfreunde Stiller unplugged.
Als Produzent arbeitet er mit Künstlern wie von Brücken, Roman Lob, Thomas D, Son Goku, Clueso, Urlaub in Polen und Popnoname. Im Jahr 2011 erschien bei Edel sein erstes eigenes Album „Insight Outside“, das über 100 Fotografien, die in den vergangenen Jahren auf seinen Touren entstanden sind, mit Songs und Tracks von Gentleman, Clueso, Thomas D oder Michael Wollny vereint.

## Komponisten-/Produzentenbeiträge
- 2015: von Brücken „Weit weg von fertig“
- 2014: Roman Lob „Home“
- 2012: Giraffenaffen „Thomas D & Roman Lob“; Roman Lob „Unser Star für Baku“ Beitrag Deutschland „Standing Still“ & Albumproduktion „Changes“
- 2011: Clueso „Beinahe“ Single; Clueso & Discostress; Bertil Mark „Insight Outside“ Earbook
- 2010: Roman „Futura“; Gentleman „Diversity“; Von Spar „Foreigner“; Die Fantastischen Vier „Für dich immer noch Fanta Sie“
- 2009: Roman Fischer „New Album“; Velve
- 2008: Thomas D „Kennzeichen D“; Urlaub In Polen „Liquid“
- 2007: Sportfreunde Stiller „La Bum“; Urlaub In Polen „Health and Welfare“
- 2006: Warren Suicide „The Hello“
- 2005: Jazz World Quintett „Selma – In Sehnsucht eingehüllt“; Schiller „Tag und Nacht“; Fayon Blue „Brothers of the Sun“
- 2004: Manfred Mann „2006“; Hanin Elias „Future Noir“
- 2003: André Heller „Ruf und Echo“
- 2002: Reinhard Mey „Tribute Sampler“; Klaus Kinski „Tribute Sampler“; Son Goku „Crashkurs“
- 2001: Thomas D „Lektionen in Demut“; Clueso „Text und Ton“ (Debütalbum)
- 1998: Fruit „exposures left“
- 1997: Thomas D „Solo“

## Auszeichnungen
- „Les Urban Progressive“ – Opus Award Gewinner 2012 in der Kategorie Lichtdesign für die Tournee „Letzte leise Reise“ der Sportfreunde Stiller
- „Bertil Mark Lighting Design“ – LIT Design Award 2022 in der Kategorie Live Design Lighting für die Tournee von Die Ärzte[5]